# جیمز وسترفیلد
جیمز وسترفیلد (انگلیسی: James Westerfield; ۲۲ مارس ۱۹۱۳ – ۲۲ سپتامبر ۱۹۷۱) هنرپیشه اهل ایالات متحده آمریکا بود.

## فیلم‌شناسی
- در بارانداز
- شجاعت واقعی
- پرنده‌باز آلکاتراز
- پسران کیتی الدر
- محکم دارشان بزن
- کابوی
- دور از همه قایق‌ها
- آبی
- صاحب اسب دیوانه
- یاغی مغرور
- رود وحشی